# Championnats d'Europe de boxe amateur 2010
Navigation
Édition précédente Édition suivante
La 38e édition des championnats d'Europe de boxe amateur s'est déroulée à Moscou, Russie, du 4 au 13 juin 2010. 
Organisée par l'European Boxing Confederation (EUBC), elle a été marquée par la domination des boxeurs russes à domicile qui ont remporté 7 des 11 médailles d'or en jeu.

## Résultats

### Podiums
| Catégories                  | Or                | Argent              | Bronze                                  |
| Poids mi-mouches (-48 kg)   | Paddy Barnes      | Elvin Mamishzade    | Kelvin de la Nieve Howhannes Danielian  |
| Poids mouches (-51 kg)      | Misha Aloyan      | Khalid Saeed Yafai  | Vincenzo Picardi Ronny Beblik           |
| Poids coqs (-54 kg)         | Eduard Abzalimov  | Georgiy Chygayev    | Andrew Selby Gamal Yafai                |
| Poids plumes (-57 kg)       | Denis Makarov     | Iain Weaver         | Sergey Kunitsyn Tyrone McCullough       |
| Poids légers (-60 kg)       | Albert Selimov    | Thomas Stalker      | Eugen Burhard Eric Donovan              |
| Poids super-légers (-64 kg) | Hrachik Javakhyan | Gyula Kate          | Aleksandr Solianikov Ołeksandr Kliuczko |
| Poids welters (-69 kg)      | Balazs Bacskai    | Alexis Vastine      | Magomed Nurutdinov Taras Szelestiuk     |
| Poids moyens (-75 kg)       | Artem Chebotarev  | Darren O'Neill      | Nikolay Veselov Mladen Manew            |
| Poids mi-lourds (-81 kg)    | Artur Beterbiyev  | Abdelkader Bouhenia | Artur Khachatryan Kenneth Egan          |
| Poids lourds (-91 kg)       | Egor Mekhontsev   | Tervel Pulev        | Denis Poyatsika Jozsef Darmos           |
| Poids super-lourds (+91 kg) | Sergey Kuzmin     | Viktar Zuyev        | Yousef Abdelghani Roman Kapitanienko    |

### Tableau des médailles
| Place | Pays              | Médaille d'or, Europe | Médaille d'argent, Europe | Médaille de bronze, Europe | Total |
| ----- | ----------------- | --------------------- | ------------------------- | -------------------------- | ----- |
| 1     | Russie            | 7                     | 0                         | 1                          | 8     |
| 2     | Irlande           | 1                     | 1                         | 3                          | 5     |
| 3     | Hongrie           | 1                     | 1                         | 1                          | 3     |
| 4     | Arménie           | 1                     | 0                         | 2                          | 3     |
| 4     | Allemagne         | 1                     | 0                         | 2                          | 3     |
| 6     | Angleterre        | 0                     | 3                         | 1                          | 4     |
| 7     | France            | 0                     | 2                         | 0                          | 2     |
| 8     | Ukraine           | 0                     | 1                         | 4                          | 5     |
| 9     | Biélorussie       | 0                     | 1                         | 3                          | 4     |
| 10    | Bulgarie          | 0                     | 1                         | 1                          | 2     |
| 11    | Azerbaïdjan       | 0                     | 1                         | 0                          | 1     |
| 12    | Israël            | 0                     | 0                         | 1                          | 1     |
| 12    | Italie            | 0                     | 0                         | 1                          | 1     |
| 12    | Espagne           | 0                     | 0                         | 1                          | 1     |
| 12    | Pays de Galles    | 0                     | 0                         | 1                          | 1     |
| Total | 15 pays médaillés | 11                    | 11                        | 22                         | 44    |